# 許曉暉
許曉暉，SBS，JP（1974年7月6日—2018年12月3日），2008年加入香港特區政府，出任民政事務局副局長，2012年再獲委任，直至2017年政府換屆之後離職。任職政府時，她在《晴報》有專欄〈看透社企〉。離開政府後，她轉投《信報》有專欄〈澄鏡臺〉撰文。
她是自2008年推行副局長制度以來，擔任同一職位時間最長的人，歷時8年多。在2002年加入渣打銀行，離開前為該銀行東北亞地區業務策劃及發展主管，期間曾兼任香港銀行公會秘書、香港總商會財經事務委員、香港總商會中國委員會召集人之一、以及中央政策組非全職顧問。

## 簡歷
許曉暉籍貫福建省泉州晉江市，兩歲隨父母移居香港，於香港接受教育及成長。
早年就讀天后廟道建造商會學校（1985年第27屆下午校）和張祝珊英文中學。畢業於香港中文大學逸夫書院，獲工商管理學士一級榮譽學位，及後獲獎學金前往劍橋大學攻讀碩士課程，並曾在北京清華大學和美國哈佛大學接受行政培訓。
加入政府前，為渣打銀行東北亞地區業務策劃及發展主管；2007年兼任香港銀行公會秘書，統籌行業事務。曾服務美國麥肯錫管理諮詢公司，爲亞洲區的國際及本地金融機構在發展策略、組織結構和營運流程等方面設計方案和提供建議，並於美國花旗銀行負責經濟研究，分析北亞地區各市場的經濟動向和發展。
2018年12月3日，許曉暉因乳癌病逝，終年44歲。 追思會於同年12月16日假香港會議展覽中心舊翼四樓君爵廳舉行。

## 家庭
據報章報導，其父親許宏全1968年在廈門大學化學系畢業，到過農場勞動，又做過教師，後來加入政府，於1970至74年期間在福建寧德市工業局做幹部，被質疑是中共黨員。1974年許曉暉出生後不久，許宏全放棄幹部工作，來港當生果小販。他早前接受內地傳媒訪問時表示來港是為了「尋找新的人生座標」，後來成為香港福建同鄉會永遠榮譽會長，在左派社團中德高望重，不過《壹週刊》2008年曾到訪他的家鄉，許宏全的五哥許宏點指當年是「共產黨派他來（香港）搞文革、搞政治」，許宏全為在港生存而當小販2012年盛傳許曉暉將出任文化局局長時，其新聞秘書指她與父親無政治聯繫，雖承認她父親曾在工業部門工作，但沒有回應「來港搞文革」講法。許宏全後來轉到貿易公司工作，1980年代後，先後到廣州和福建設廠。
此外，金融發展局前行政總監、現任財經事務及庫務局局長許正宇是許曉暉的胞弟
。他們是自回歸以來首對姊弟先後擔任政府高官。

## 外部連結
- 許曉暉女士紀念網站 （页面存档备份，存于）
- 馬勒樂團1%慈善音樂會 — 致親愛的許曉暉女士（页面存档备份，存于）Music Map 2020年1月22日

| 政府职务 | 政府职务                                          | 政府职务      |
| -------- | ------------------------------------------------- | ------------- |
| 首任     | 香港民政事務局副局長 2008年10月13日-2017年6月30日 | 繼任： 陳積志 |